# Lago Groß Glienicker
El lago Groß Glienicker (en alemán: Groß Glienickersee) es un lago situado al oeste de Berlín, en el distrito rural independiente de Potsdam, en el estado de Brandeburgo (Alemania), a una elevación de 31.6 metros; tiene un área de 66 hectáreas. 
Junto con los lagos Sacrower y Heiliger forma una cadena de lagos.

## Historia
Durante la Guerra Fría el lago formaba parte del límite entre Berlín Oeste y Alemania del Este; unas boyas en él, marcaban dicho límite. 